# Dixie Bibb Graves

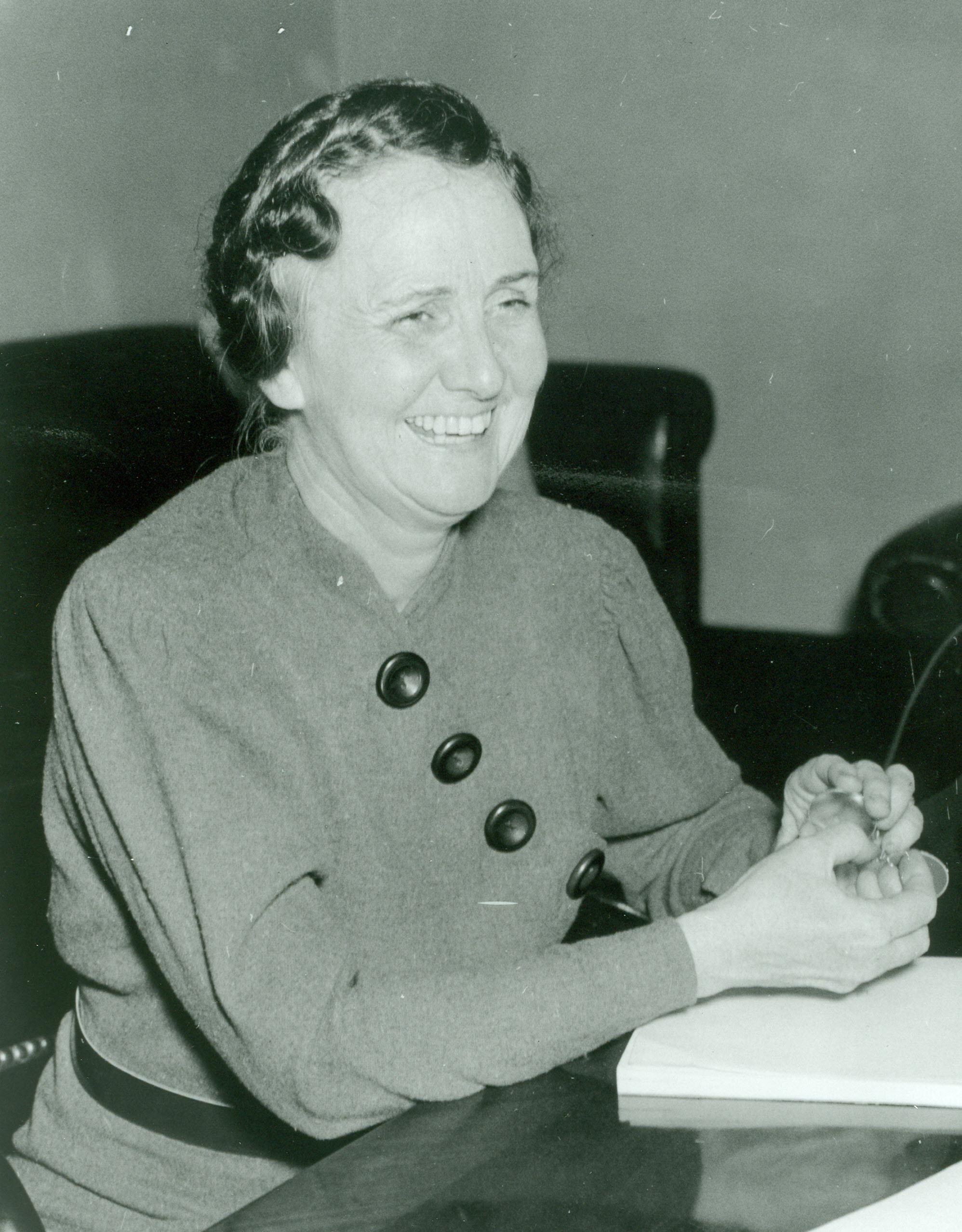
Dixie Bibb Graves

Dixie Bibb Graves (* 26. Juli 1882 bei Montgomery, Alabama; † 21. Januar 1965 in Montgomery, Alabama) war eine US-amerikanische Politikerin der Demokratischen Partei. Sie vertrat den Bundesstaat Alabama im US-Senat.
Dixie Bibb Graves wurde 1882 als Dixie Bibb auf einer Plantage nahe Montgomery geboren. Von 1915 bis 1917 war sie Präsidentin der United Daughters of the Confederacy, einer Organisation, welche die Geschichte, Kultur und das Erbe der Konföderierten Staaten von Amerika bewahren möchte. Als Senator Hugo Black 1937 als Richter am Obersten Gerichtshof der Vereinigten Staaten nominiert wurde und infolgedessen sein Mandat im Kongress niederlegte, wurde sie von Alabamas Gouverneur David Bibb Graves, mit dem sie seit dem 10. Oktober 1900 verheiratet war, nominiert, um den vakanten Senatssitz neu zu besetzen. Somit war sie vom 20. August 1937 bis zum 10. Januar 1938 US-Senatorin. Bei der Nachwahl zur Neubesetzung des vakant gewordenen Senatssitzes trat sie nicht an. Nachdem sie von J. Lister Hill als Senator abgelöst worden war, zog sie sich aus dem öffentlichen Leben zurück. Dixie Graves starb am 21. Januar 1965 in Montgomery und wurde auf dem Greenwood Cemetery beigesetzt.